# Los tesoros de Audrey Hepburn

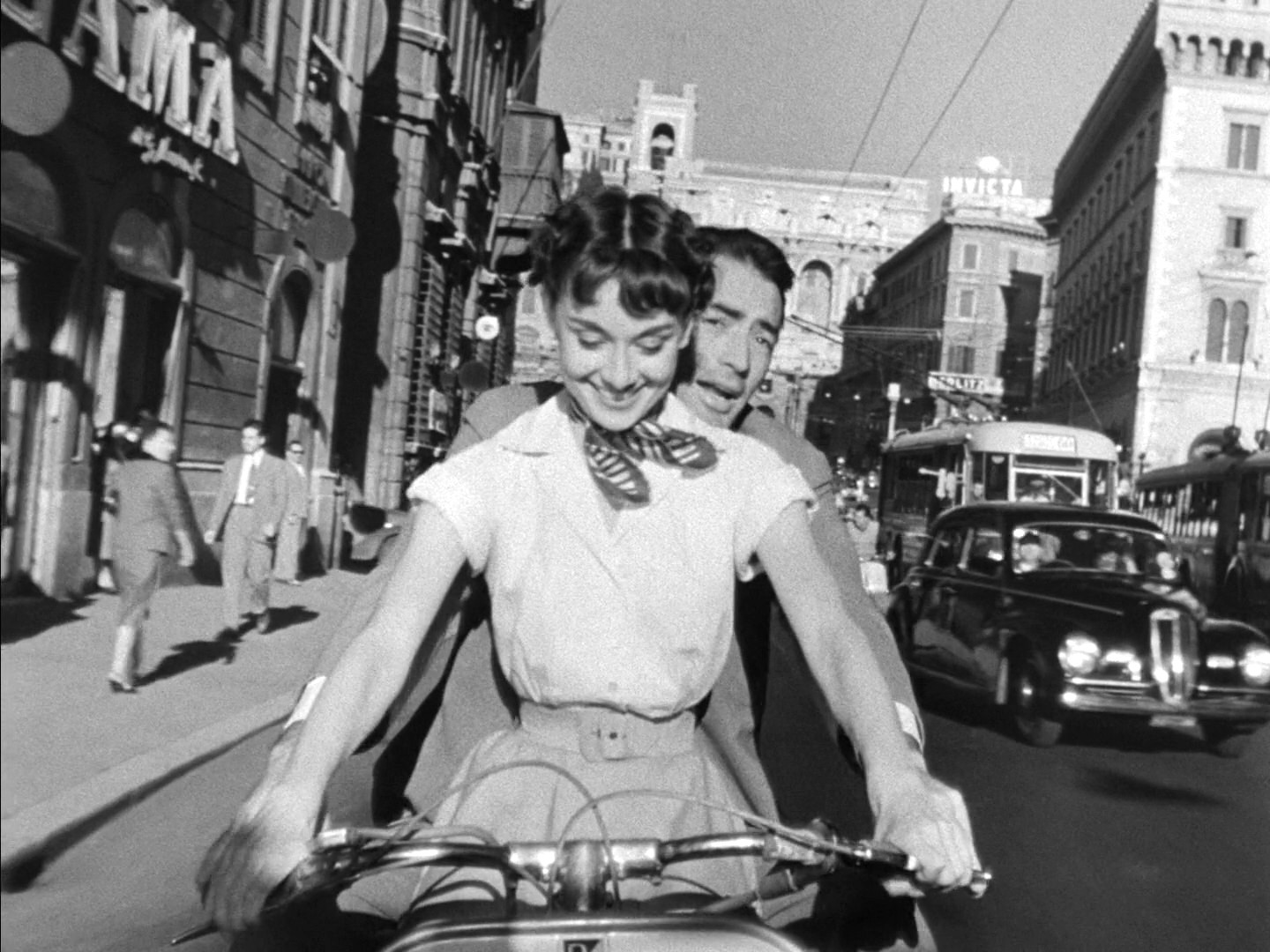
Audrey Hepburn con Gregory Peck en Roman Holiday.

Los tesoros de Audrey Hepburn (The Audrey Hepburn Treasures) es un libro que ilustra la vida de la actriz Audrey Hepburn escrito por Sue Ellen Erwin y Jessica Z. Diamond en 2008. El libro contiene reproducciones en facsímil de fotografías, documentos, cartas y otros recuerdos de la actriz, así como un prólogo escrito por su hijo Sean Hepburn Ferrer.

## Descripción
El libro narra la vida de Audrey Hepburn contada a través de sus propias palabras y de más de doscientas fotografías seleccionadas meticulosamente. Además, el libro cuenta con las reproducciones de documentos de suma relevancia en la vida de la actriz, como su carné de identidad durante la Segunda Guerra Mundial, su contrato para el musical High Button Shoes o una carta de Truman Capote, el escritor de la novela Breakfast at Tiffany's. 